# Jules Merviel
Jules (« Julou ») Merviel, né le 29 septembre 1906 à Saint-Beauzély (Aveyron) et mort accidentellement le 1er septembre 1978 à Carqueiranne (Var), est un coureur cycliste français. Il évolue au niveau professionnel de 1929 à 1944.

## Biographie

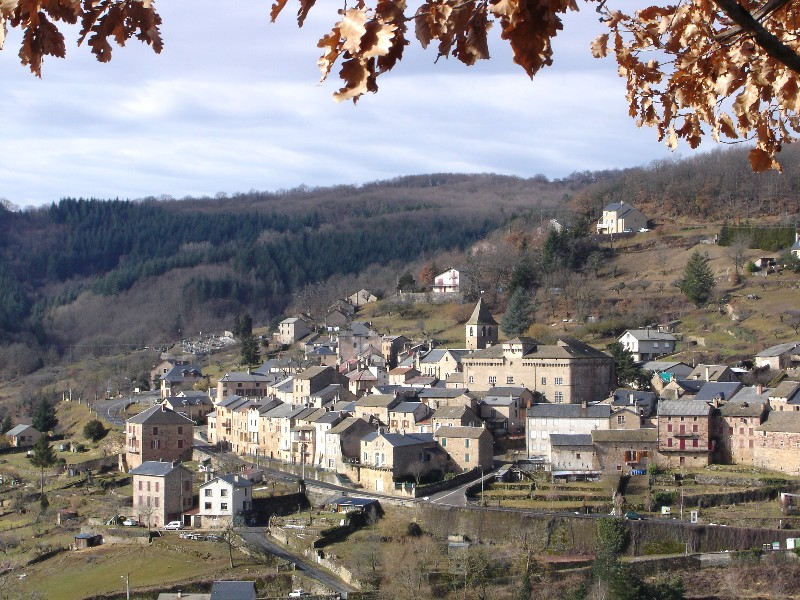
Saint-Beauzély en 2007

Jules Merviel, naît le 29 septembre 1906 à Saint-Beauzély, village, chef-lieu de son canton, situé au nord-ouest de Millau, dans l'Aveyron, dans une famille de sept enfants. Peu motivé par les études, son père l'envoie, à 9 ans, garder un troupeau des moutons dans le causse. En  rentrant le soir au domicile familial, il supplie son père de lui acheter une bicyclette mais celui-ci refuse. Jules va donc économiser l'argent nécessaire pendant plusieurs années pour l'achat d'un vélo. Avec les vingt francs qu'il a mis de côté, il peut s'acheter, une vieille bicyclette, rouillée et grinçante, avec laquelle le facteur local effectuait sa tournée quotidienne. « Julou » participe peu après à une course organisée à Millau. Ayant dû travailler dans les champs la veille le samedi, il part de Saint-Beauzély en pleine nuit afin d'être sur place le dimanche aux premières heures. Animé d'une énergie farouche, il trouve le moyen malgré le handicap de sa vieille bicyclette, de remporter la course. Impressionné par le cran et la volonté du jeune coureur, un marchand de vélos de Millau va le voir après l'épreuve et lui propose un vélo neuf. Chaque dimanche, Jules Merviel va ainsi participer et gagner plusieurs épreuves cyclistes à Millau et dans d'autres villes de la région. Mais il ne se satisfait pas de ces victoires locales et décide alors de partir, à 17 ans et demi, tenter sa chance à Paris.
Ses économies étant passées dans son voyage, sa première préoccupation est de trouver rapidement du travail. Il se présente pour trouver un emploi de manœuvre, dans toutes les usines bordant la Seine. C'est ainsi qu'il est successivement employé dans une usine de bidons de la Courneuve, dans un atelier de fonderie d'Aubervilliers puis dans une entreprise industrielle de Saint-Denis. Cette vie de travail, d'entraînement et de privations se prolonge ainsi durant de longs mois. Jules Merviel a cependant, de plus en plus confiance en lui. Un beau matin, se trouvant sans emploi, il décide de tenter un grand coup : il se présente chez le père du sprinter Lucien Michard, ancien coureur et qui possède un garage. Avec son accent du Rouergue, il lui expose son désir de travailler et surtout de courir. M. Michard père l'engage chez lui comme mécanicien et le fait inscrire au Club vélocipédique dionysien (CVD). Dès la première épreuve à laquelle il participe, « Julou » gagne en faisant preuve de telles qualités qu'il force l'admiration. Deux ans plus tard, il trouve un emploi aux usines Rolls-Royce. Il a vingt ans et Paul Ruinart qui l'a remarqué dans diverses épreuves le fait inscrire au Vélo Club de Levallois. Il y débute par un coup d'éclat en terminant deuxième du Championnat du Monde 1926 des routiers amateurs.
Il commence une carrière de cycliste professionnel en 1929, gagnant cette année-là le Paris-Évreux. Lors du tour de France 1930, il remporte la 7e étape, entre Bordeaux et Hendaye (les équipes sont alors des équipes nationales). Souvent placé dans différentes courses, il remporte une autre victoire notable, la 1re étape de Paris-Nice de 1934 disputée entre Paris et Nevers, dans une arrivée au sprint avec son coéquipier Jean Noret (équipe F.Pelissier-Hutchinson, future équipe équipe Mercier) et le Belge Gaston Rebry (équipe Alcyon).
Il met fin à sa carrière professionnelle en 1944. Il aura participé à 3 tours de France (1929, 1930 et 1935, avec abandon ce dernier dans la 12e étape entre Cannes et Marseille) et à un tour d'Italie en 1932.
Il s'installe à Toulon, où il possède un magasin de vélos, vendant des cycles Mercier qu'il personnalise (on trouve encore dans les ventes de vélos anciens des vélos marqués Merviel). Il crée et anime également un club cycliste local. Il se tue accidentellement, le 1er septembre 1978, à presque 72 ans, heurté par un camion à Carqueiranne, à l'est de Toulon, lors d'une sortie d'entrainement en vélo.
Son petit-fils, Franck Brinsolaro, policier affecté à la protection du dessinateur Charb, sera tué dans l'attentat contre Charlie Hebdo le 7 janvier 2015.

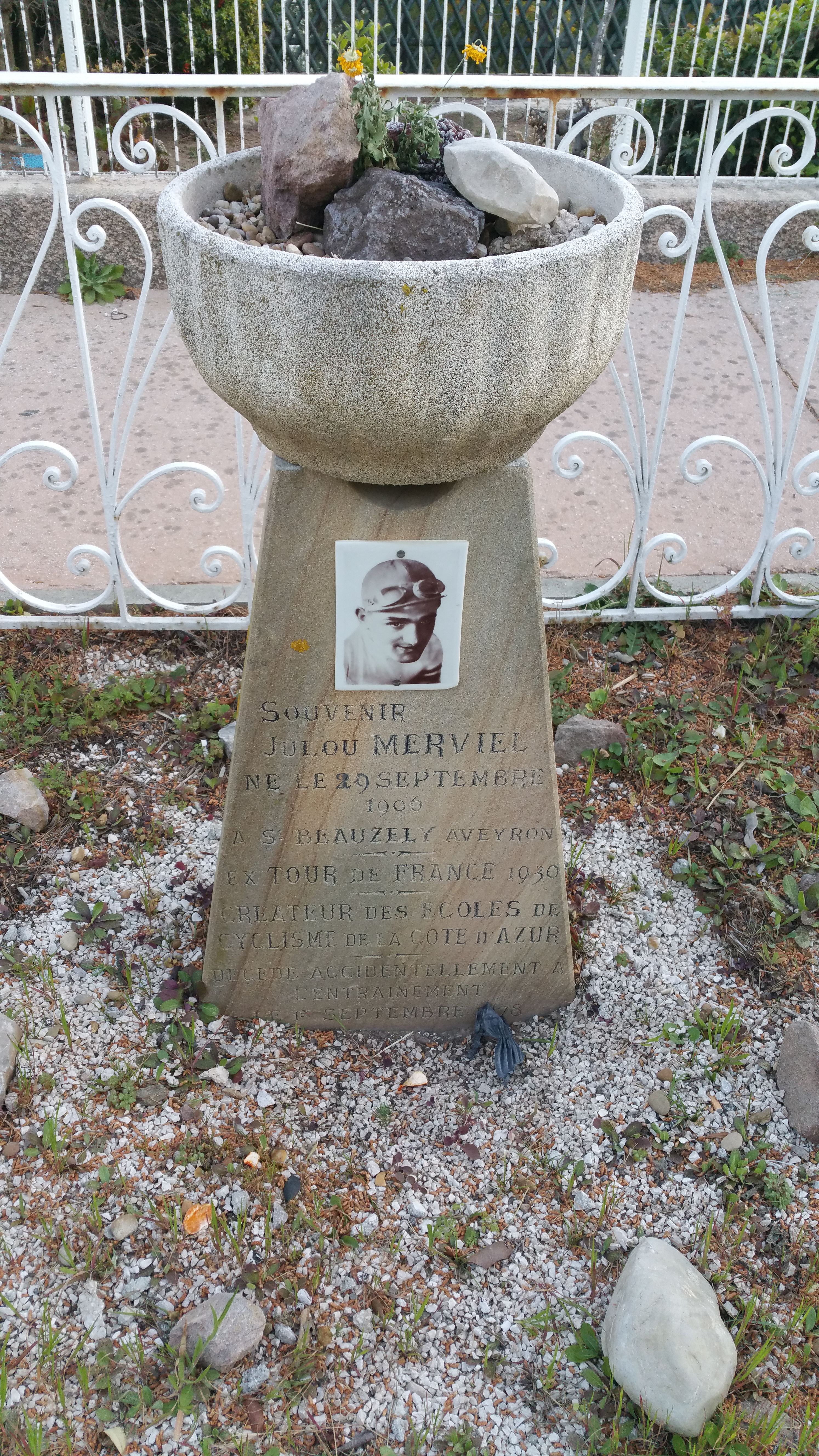
Monument en la mémoire de Julou Merviel, érigé à Carqueiranne, au bord de la piste cyclable du Littoral, avant la descente sur l'Almanarre.

## Hommages
- Un petit monument à sa mémoire a été érigé à Carqueiranne où il a trouvé la mort, sur le bord de la piste cyclable reliant Toulon à Hyères.
- Une voie publique de Saint-Beauzély, son bourg natal, porte le nom d'avenue Julou-Merviel (où se trouve la mairie).
- Une voie publique de Millau porte le nom d'impasse Jules-Merviel.

## Palmarès

### Palmarès amateur
- 1925
  - 2e du championnat de France des sociétés
- 1926
  -  Médaillé d'argent du championnat du monde sur route amateurs
- 1927
  -  Champion de France des sociétés
  - Champion de Paris sur route
  - 3e du championnat de France militaires sur route
- 1928
  -  Champion de France des sociétés
  - Paris-Évreux

### Palmarès professionnel
- 1929
  - Paris-Caen
  - 2e de Paris-Contres
  - 3e du Circuit des villes d'eaux d'Auvergne
- 1930
  - 7e étape du Tour de France
  - 3e de Paris-Caen
  - 6e de Paris-Roubaix
- 1931
  - 3e du Circuit de Paris
- 1933
  - Paris-Tours
  - 3e de Paris-Poitiers
- 1934
  - 1re étape de Paris-Nice
  - 2e du Critérium national
- 1935
  - 2e du Derby du Nord
  - 3e du championnat de France sur route
  - 3e de Bordeaux-Paris
- 1938
  - 2e de Rouen-Caen-Rouen
  - 2e du Circuit des Deux-Sèvres
- 1939
  - 2e du Circuit du Maine-et-Loire
- 1943
  - 3e du Circuit boussaquin

## Résultats sur les grands tours

### Tour de France
Ses classements dans les 3 participations du Tour de France :
- 1929 : 24e
- 1930 : 21e, vainqueur de la 7e étape
- 1935 : abandon (12e étape)

### Tour d'Italie
1 participation 
- 1932 : 49e